# Premières Nations Deh Cho
Les Premières Nations Deh Cho ou Dehcho sont une coalition régionale représentant les Dénés et les Métis de la région de Dehcho des Territoires du Nord-Ouest au Canada. Elles comprennent dix bandes indiennes.

## Membres
Le conseil tribal des Premières Nations Dehcho comprend dix Premières Nations et deux associations Métis.
| Numéro de bande | Nom                                 | Siège                   |
| --------------- | ----------------------------------- | ----------------------- |
| 756             | Première Nation de Pehdzeh Ki       | Wrigley                 |
| 757             | Première Nation de Liidii Kue       | Fort Simpson            |
| 758             | Première Nation Acho Dene Koe (en)  | Fort Liard              |
| 760             | Conseil déné Deh Gah Gotie          | Fort Providence         |
| 761             | Première Nation de Katl'odeeche     | Hay River (en)          |
| 766             | Nahanni Butte                       | Nahanni Butte           |
| 767             | Dénés de Sambaa K'e                 | Sambaa K'e (Trout Lake) |
| 768             | Première Nation de Ka'agee Tu       | Kakisa                  |
| 770             | Première Nation de Jean Marie River | Jean Marie River        |
| 772             | Première Nation de West Point       | Hay River               |
|                 | Local métis 57 de Fort Providence   | Fort Providence         |
|                 | Nation métisse de Fort Simpson      | Fort Simpson            |